# イースト・サロック・ユナイテッドFC
イースト・サロック・ユナイテッド・フットボール・クラブ（East Thurrock United Football Club）は、イングランド、エセックス州サロックを本拠地としていたサッカークラブチームである。

## タイトル

### 国内タイトル
- イスミアンリーグ・ディヴィジョン3:1回

1999-2000

### 国際タイトル
- なし